# Jonathan Kodjia
Jonathan Adjo Kodjia (Saint-Denis, 22 ottobre 1989) è un calciatore francese naturalizzato ivoriano, attaccante svincolato.

## Biografia
È nato da padre ivoriano e da madre beninese. Ed è in possesso del passaporto francese.

## Caratteristiche tecniche
È un attaccante molto dinamico abile tecnicamente è dotato di una buona velocità, può agire anche come seconda punta e può essere schierato come ala destra.

## Carriera

### Club

#### Gli inizi in Francia all'Angers e il passaggio al Bristol City
Inizia la sua carriera calcistica nelle giovanili del Reims, per poi approdare in prima squadra. Nel corso della sua esperienza francese milita in alcuni club come Cherbourg, Amiens e Caen giocando prevalentemente nelle categorie minori e suddividendosi in campionati come la Ligue 2 o nella Championnat National.
Dopo essere rimasto svincolato a fine stagione, viene acquistato nell'estate 2014 dall'Angers dove si mette in luce collezionando in una stagione 28 presenze e 15 reti nel campionato di Ligue 2 2014-2015. Nel luglio 2015 si trasferisce al Bristol City dove gioca in Championship collezionando in poco più di una stagione 54 presenze e 21 reti tra campionato e coppe inglesi.

#### Aston Villa
Il 30 agosto 2016 passa all'Aston Villa, per una cifra vicina ai 13 milioni, firmando un contratto quadriennale. Nella prima stagione ai Villans realizza 19 reti in 36 presenze. Due anni dopo, riesce con la sua squadra ad approdare in Premier League tramite i play-off.

### Nazionale
Ha ricevuto la sua prima convocazione internazionale da parte del Benin, alla quale però ha rinunciato, successivamente riceve la chiamata della nazionale ivoriana, dove nel maggio 2016 debutta in un'amichevole giocata contro l'Ungheria finita 0-0.
Nel giugno seguente realizza contro il Gabon in un incontro amichevole la sua prima rete in nazionale. Successivamente, viene convocato per la Coppa d'Africa 2017 e anche per la Coppa d'Africa 2019.

## Statistiche

### Presenze e reti nei club
Statistiche aggiornate al 14 maggio 2019.
| Stagione              | Squadra               | Campionato            | Campionato | Campionato | Coppe nazionali | Coppe nazionali | Coppe nazionali | Coppe continentali | Coppe continentali | Coppe continentali | Altre coppe | Altre coppe | Altre coppe | Totale | Totale |
| Stagione              | Squadra               | Comp                  | Pres       | Reti       | Comp            | Pres            | Reti            | Comp               | Pres               | Reti               | Comp        | Pres        | Reti        | Pres   | Reti   |
| --------------------- | --------------------- | --------------------- | ---------- | ---------- | --------------- | --------------- | --------------- | ------------------ | ------------------ | ------------------ | ----------- | ----------- | ----------- | ------ | ------ |
| 2008-2009             | Reims                 | L2                    | 2          | 0          | CF+CdL          | 0+0             | 0               | -                  | -                  | -                  | -           | -           | -           | 2      | 0      |
| 2009-2010             | Reims                 | L3                    | 13         | 0          | CF+CdL          | 1+0             | 0               | -                  | -                  | -                  | -           | -           | -           | 14     | 0      |
| 2010-2011             | Reims                 | L2                    | 5          | 0          | CF+CdL          | 1+0             | 0               | -                  | -                  | -                  | -           | -           | -           | 6      | 0      |
| lug.-ago. 2011        | Reims                 | L2                    | 2          | 0          | CF+CdL          | 2+0             | 0               | -                  | -                  | -                  | -           | -           | -           | 4      | 0      |
| Totale Stade de Reims | Totale Stade de Reims | Totale Stade de Reims | 22         | 0          |                 | 4               | 0               |                    | -                  | -                  |             | -           | -           | 26     | 0      |
| set. 2011-2012        | Cherbourg             | L3                    | 16         | 3          | CF+CdL          | 0+0             | 0               | -                  | -                  | -                  | -           | -           | -           | 16     | 3      |
| 2012-2013             | Amiens                | L3                    | 34         | 9          | CF+CdL          | 2+1             | 1+0             | -                  | -                  | -                  | -           | -           | -           | 37     | 10     |
| 2013-2014             | Caen                  | L2                    | 27         | 5          | CF+CdL          | 3+2             | 0+2             | -                  | -                  | -                  | -           | -           | -           | 32     | 7      |
| 2014-2015             | Angers                | L2                    | 28         | 15         | CF+CdL          | 0+1             | 0               | -                  | -                  | -                  | -           | -           | -           | 29     | 15     |
| 2015-2016             | Bristol City          | FLC                   | 45         | 19         | FACup+CdL       | 2+1             | 1+0             | -                  | -                  | -                  | -           | -           | -           | 48     | 20     |
| ago. 2016             | Bristol City          | FLC                   | 4          | 0          | FACup+CdL       | 0+0             | 0               | -                  | -                  | -                  | -           | -           | -           | 4      | 0      |
| Totale Bristol City   | Totale Bristol City   | Totale Bristol City   | 49         | 19         |                 | 3               | 0               |                    | -                  | -                  |             | -           | -           | 52     | 19     |
| set. 2016-2017        | Aston Villa           | FLC                   | 36         | 19         | FA Cup+CdL      | 0+0             | 0               | -                  | -                  | -                  | -           | -           | -           | 36     | 19     |
| 2017-2018             | Aston Villa           | FLC                   | 15+3       | 1+0        | FACup+CdL       | 0+0             | 0               | -                  | -                  | -                  | -           | -           | -           | 18     | 1      |
| 2018-2019             | Aston Villa           | FLC                   | 39+2       | 9+0        | FACup+CdL       | 1+1             | 0               | -                  | -                  | -                  | -           | -           | -           | 43     | 9      |
| 2019-gen.2020         | Aston Villa           | PL                    | 6          | 0          | FACup+CdL       | 1+2             | 0+2             | -                  | -                  | -                  | -           | -           | -           | 9      | 2      |
| Totale Aston Villa    | Totale Aston Villa    | Totale Aston Villa    | 96+5       | 29         |                 | 5               | 2               |                    | -                  | -                  |             | -           | -           | 106    | 31     |
| gen.-giu.2020         | Al-Gharafa            | QSL                   | 10         | 7          | QSC             | 1               | 0               | -                  | -                  | -                  | -           | -           | -           | 11     | 7      |
| 2020-2021             | Al-Gharafa            | QSL                   | 20         | 11         | QSC+QEC+QC      | 4+2+1           | 0+1+0           | -                  | -                  | -                  | -           | -           | -           | 27     | 12     |
| Totale Al-Gharafa     | Totale Al-Gharafa     | Totale Al-Gharafa     | 30         | 18         |                 | 8               | 1               |                    | -                  | -                  |             | -           | -           | 38     | 19     |
| Totale carriera       | Totale carriera       | Totale carriera       | 313        | 98         |                 | 29              | 7               |                    | -                  | -                  |             | -           | -           | 336    | 105    |

### Cronologia presenze e reti in nazionale
| Cronologia completa delle presenze e delle reti in nazionale ― Costa d'Avorio | Cronologia completa delle presenze e delle reti in nazionale ― Costa d'Avorio | Cronologia completa delle presenze e delle reti in nazionale ― Costa d'Avorio | Cronologia completa delle presenze e delle reti in nazionale ― Costa d'Avorio | Cronologia completa delle presenze e delle reti in nazionale ― Costa d'Avorio | Cronologia completa delle presenze e delle reti in nazionale ― Costa d'Avorio | Cronologia completa delle presenze e delle reti in nazionale ― Costa d'Avorio | Cronologia completa delle presenze e delle reti in nazionale ― Costa d'Avorio |
| Data                                                                          | Città                                                                         | In casa                                                                       | Risultato                                                                     | Ospiti                                                                        | Competizione                                                                  | Reti                                                                          | Note                                                                          |
| ----------------------------------------------------------------------------- | ----------------------------------------------------------------------------- | ----------------------------------------------------------------------------- | ----------------------------------------------------------------------------- | ----------------------------------------------------------------------------- | ----------------------------------------------------------------------------- | ----------------------------------------------------------------------------- | ----------------------------------------------------------------------------- |
| 20-5-2016                                                                     | Budapest                                                                      | Ungheria                                                                      | 0 – 0                                                                         | Costa d'Avorio                                                                | Amichevole                                                                    | -                                                                             | 85’                                                                           |
| 4-6-2016                                                                      | Bouaké                                                                        | Costa d'Avorio                                                                | 2 – 1                                                                         | Gabon                                                                         | Amichevole                                                                    | 1                                                                             |                                                                               |
| 3-9-2016                                                                      | Bouaké                                                                        | Costa d'Avorio                                                                | 1 – 1                                                                         | Sierra Leone                                                                  | Qual. Coppa d'Africa 2017                                                     | 1                                                                             |                                                                               |
| 8-10-2016                                                                     | Bouaké                                                                        | Costa d'Avorio                                                                | 3 – 1                                                                         | Mali                                                                          | Qual. Mondiali 2018                                                           | 1                                                                             |                                                                               |
| 12-11-2016                                                                    | Marrakech                                                                     | Marocco                                                                       | 0 – 0                                                                         | Costa d'Avorio                                                                | Qual. Mondiali 2018                                                           | -                                                                             | 73’                                                                           |
| 15-11-2016                                                                    | Lens                                                                          | Francia                                                                       | 0 – 0                                                                         | Costa d'Avorio                                                                | Amichevole                                                                    | -                                                                             | 68’                                                                           |
| 11-1-2017                                                                     | Abu Dhabi                                                                     | Costa d'Avorio                                                                | 3 – 0                                                                         | Uganda                                                                        | Amichevole                                                                    | 1                                                                             | 64’                                                                           |
| 16-1-2017                                                                     | Oyem                                                                          | Costa d'Avorio                                                                | 0 – 0                                                                         | Togo                                                                          | Coppa d'Africa 2017 - 1º turno                                                | -                                                                             | 82’                                                                           |
| 24-1-2017                                                                     | Oyem                                                                          | Marocco                                                                       | 1 – 0                                                                         | Costa d'Avorio                                                                | Coppa d'Africa 2017 - 1º turno                                                | -                                                                             | 75’                                                                           |
| 24-3-2017                                                                     | Krasnodar                                                                     | Russia                                                                        | 0 – 2                                                                         | Costa d'Avorio                                                                | Amichevole                                                                    | 1                                                                             | 89’                                                                           |
| 6-10-2017                                                                     | Bamako                                                                        | Mali                                                                          | 0 – 0                                                                         | Costa d'Avorio                                                                | Qual. Mondiali 2018                                                           | -                                                                             |                                                                               |
| 9-9-2018                                                                      | Kigali                                                                        | Ruanda                                                                        | 1 – 2                                                                         | Costa d'Avorio                                                                | Qual. Coppa d'Africa 2019                                                     | 1                                                                             |                                                                               |
| 12-10-2018                                                                    | Bouaké                                                                        | Costa d'Avorio                                                                | 4 – 0                                                                         | Rep. Centrafricana                                                            | Qual. Coppa d'Africa 2019                                                     | 1                                                                             | 82’                                                                           |
| 16-10-2018                                                                    | Bangui                                                                        | Rep. Centrafricana                                                            | 0 – 0                                                                         | Costa d'Avorio                                                                | Qual. Coppa d'Africa 2019                                                     | -                                                                             | 58’                                                                           |
| 18-11-2018                                                                    | Conakry                                                                       | Guinea                                                                        | 1 – 1                                                                         | Costa d'Avorio                                                                | Qual. Coppa d'Africa 2019                                                     | -                                                                             |                                                                               |
| 23-3-2019                                                                     | Abidjan                                                                       | Costa d'Avorio                                                                | 3 – 0                                                                         | Ruanda                                                                        | Qual. Coppa d'Africa 2019                                                     | -                                                                             | 70’                                                                           |
| 26-3-2019                                                                     | Abidjan                                                                       | Costa d'Avorio                                                                | 1 – 0                                                                         | Liberia                                                                       | Amichevole                                                                    | 1                                                                             | 73’                                                                           |
| 14-6-2019                                                                     | Abu Dhabi                                                                     | Costa d'Avorio                                                                | 0 – 1                                                                         | Uganda                                                                        | Amichevole                                                                    | -                                                                             | 90+1’                                                                         |
| 19-6-2019                                                                     | Abu Dhabi                                                                     | Zambia                                                                        | 1 – 4                                                                         | Costa d'Avorio                                                                | Amichevole                                                                    | 1                                                                             | 70’                                                                           |
| 24-6-2019                                                                     | Il Cairo                                                                      | Costa d'Avorio                                                                | 1 – 0                                                                         | Sudafrica                                                                     | Coppa d'Africa 2019 - 1º turno                                                | 1                                                                             |                                                                               |
| 28-6-2019                                                                     | Il Cairo                                                                      | Marocco                                                                       | 1 – 0                                                                         | Costa d'Avorio                                                                | Coppa d'Africa 2019 - 1º turno                                                | -                                                                             |                                                                               |
| 1-7-2019                                                                      | Il Cairo                                                                      | Namibia                                                                       | 1 – 4                                                                         | Costa d'Avorio                                                                | Coppa d'Africa 2019 - 1º turno                                                | -                                                                             | 85’                                                                           |
| 8-7-2019                                                                      | Suez                                                                          | Mali                                                                          | 0 – 1                                                                         | Costa d'Avorio                                                                | Coppa d'Africa 2019 - Ottavi di finale                                        | -                                                                             | 85’                                                                           |
| 11-7-2019                                                                     | Suez                                                                          | Costa d'Avorio                                                                | 1 – 1 dts (3 – 4 dtr)                                                         | Algeria                                                                       | Coppa d'Africa 2019 - Quarti di finale                                        | 1                                                                             | 96’                                                                           |
| 12-11-2020                                                                    | Abidjan                                                                       | Costa d'Avorio                                                                | 2 – 1                                                                         | Madagascar                                                                    | Qual. Coppa d'Africa 2021                                                     | -                                                                             | 23’                                                                           |
| 26-3-2021                                                                     | Niamey                                                                        | Niger                                                                         | 0 – 3                                                                         | Costa d'Avorio                                                                | Qual. Coppa d'Africa 2021                                                     | -                                                                             | 77’                                                                           |
| 30-3-2021                                                                     | Abidjan                                                                       | Costa d'Avorio                                                                | 3 – 1                                                                         | Etiopia                                                                       | Qual. Coppa d'Africa 2021                                                     | -                                                                             | 68’                                                                           |
| Totale                                                                        |                                                                               | Presenze                                                                      | 27                                                                            |                                                                               | Reti                                                                          | 11                                                                            |                                                                               |